# Teleri

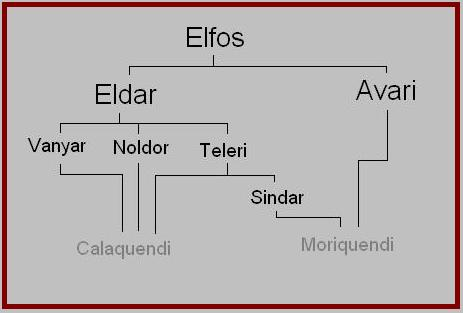
Esquema de les divisions dels elfs

Els Teleri són un dels tres llinatges d'elfs que en els Dies dels dos arbres van emprendre el Gran Viatge des de l'est de la Terra Mitjana a les Terres Imperibles. Els dos primers eren els Vànyar i els Nóldor. El poble del tercer llinatge eren els Teleri, els més nombrosos, per aquesta raó el seu viatge va ser el més lent.
En les terres frontereres de l'oest de la Terra Mitjana, els Teleri es van detenir de por per creuar el Gran Riu Anduin i les Muntanyes Boiroses. Alguns elfs es van separar i es van dirigir cap al sud, a les Valls de l'Anduin. Però el grup principal dels Teleri va continuar cap a l'oest, cap a Beleriand. Estaven acampats en un gran bosc, a l'altre costat del riu Guélion, quan van perdre al seu rei, Elwë Singollo. Elwë es va endinsar en el bosc de Nan Elmoth i allí va caure en un encanteri amorós de na Mèlian, la Maia. Una part dels teleri, que es van donar el nom de "Eglath", els «Oblidats», no van voler seguir sense ell. Van romandre fidels fins que Elwë va tornar amb la seva esposa Mèlian. Posteriorment els Noldor els denominarien Síndar.
Però molt abans que Elwë tornés, el grup més nombrós dels Teleri va escollir al seu germà Olwë com a rei i van tornar a emprendre viatge a l'oest, cap al Gran Mar. De tots els elfs, eren els millors cantors i també els que més estimaven el mar. Alguns els anomenaven "Limitar", els «Cantors», i altres "Falmari", els elfs del mar. A l'escoltar les cançons dels elfs, Ossë, el Maia de les Ones, se'ls va acostar. Van aprendre molt d'Ossë sobre el mar, i això va augmentar el seu amor per les turbulentes costes de la Terra Mitjana.
Va ser així que, quan Ulmo, el Senyor dels Oceans, va anar a buscar als Teleri, de nou un grup d'ells va abandonar el viatge. Aquests es van anomenar "Falathrim", els «elfs de les Fales», qui es van quedar en la Terra Mitjana per amor a les seves costes.
La majoria dels Teleri van continuar cap a l'oest amb Ulmo, encara que Ossë els va perseguir. Ulmo, en veure quant estimaven les ones, no va voler dur-los fora de l'abast del mar. Així que, en arribar a la vista de les Terres Imperibles, va ancorar a l'illa a la badia d'Eldamar, a la vista de la Llum i de la terra dels seus parents, encara que no poguessin atrapar-la. Durant la seva estada a Tol Eressëa, va canviar el seu llenguatge, que ja va ser el dels Vànyar i els Nóldor. Però els Valar volien dur al tercer llinatge al seu regne. Per això li van demanar a Ulmo que enviés Ossë a buscar-los. Ossë els va ensenyar a construir vaixells i, quan aquests van estar acabats, Ulmo els va enviar enormes cignes alats que els van dur per fi als Teleri a Eldamar.
Els Teleri es van mostrar agraïts en veure que el seu viatge havia acabat per fi. A les ordres del seu rei Olwë, van construir belles mansions de perles, i vaixells amb la forma dels cignes d'Ulmo, amb ulls i becs de negra atzabeja i or. Anomenaren la seva ciutat Alqualondë, que significa «port dels cignes». Van romandre prop de les ones que havien après a estimar i van passejar per les costes o van navegar per la badia d'Eldamar.
La guerra els va arribar en dues ocasions, i en les dues no la van buscar i va succeir per sorpresa. La primera vegada, Fëanor, senyor dels Noldor, va anar a la recerca dels Teleri d'Alqualondë, desitjós d'utilitzar els seus vaixells per a anar A la Terra Mitjana. El rei Olwë no li va concedir aquest desig, pel que els ferotges Noldor van matar molts germans Teleri i van agafar els vaixells.
La segona vegada va ser la Guerra de la Còlera. Però els Teleri tampoc van combatre sinó que van utilitzar els seus vaixells per a transportar els guerrers Vanyar i Noldor des de les Terres Imperibles a la Terra Mitjana.
A l'Akallabêth s'explica que, quan Númenor va estripar les entranyes del món amb la seva Caiguda, les Esferes dels mortals i immortals es van separar. A partir de llavors només els vaixells dels Teleri van poder salvar el buit entre les Esferes.